# Филип Сендерос
Филип Силвен Сендерос (първите две имена на френски, фамилията на испански: Philippe Sylvain Senderos) е швейцарски защитник от сърбо-испански произход. От 2001 до 2003 г. е играч на „Сервет“ (Женева). От 2003 г. е играч на английския „Арсенал“. През лятото на 2008 г. е преотстъпен на италианския „Милан“. В националния отбор на Швейцария играе от 2004 г. За първи път участва на световно първенство през 2006 г. в Германия. В срещата Швейцария-Южна Корея (2 – 0) отбелязва първия си гол на световно първенство.

## Мачове в националния отбор към 21 септември 2008 г.
- Швейцария, 31 мача, 3 гола